# Thirumazhisai
Thirumazhisai é uma vila no distrito de Thiruvallur, no estado indiano de Tamil Nadu.

## Demografia
Segundo o censo de 2001,  Thirumazhisai  tinha uma população de 16,286 habitantes. Os indivíduos do sexo masculino constituem 51% da população e os do sexo feminino 49%. Thirumazhisai tem uma taxa de literacia de 64%, superior à média nacional de 59.5%: a literacia no sexo masculino é de 71% e no sexo feminino é de 57%. Em Thirumazhisai, 12% da população está abaixo dos 6 anos de idade.